# マルクス・クロンホルム
マルクス・クロンホルム（Markus Kronholm 、1991年4月2日 - ）は、フィンランド・ヤコブスタード出身のプロサッカー選手。FFヤロ所属。ポジションは、ミッドフィールダー。